# Вулиця Розкіш
Вулиця Розкіш — вулиця у Личаківському районі міста Львів, місцевість Великі Кривчиці (Кривчицька колонія). Пролягає від вулиці Прогулкової до залізниці, паралельно вулицям Березова і Кривчицька дорога, завершується глухим кутом.

## Історія та забудова
Вулиця прокладена на початку 1930-х років під час будівництва Робітничої Кривчицької колонії. У 1933 році отримала назву Розкіш (повторна затверджена у 1945 році). У другій половині XX століття почав вживатися інший варіант назви — Розкішна, у 2004 році його затвердила Львівська міська рада розпорядженням № 250 від 23 квітня 2004 року, проте у червні 2011 року повернули старий варіант назви.
Забудована одно- та двоповерховими конструктивістськими будинками 1930-х років та сучасними садибами 1990-х—2000-х років. Зберігся один дерев'яний будинок (№ 10-а).